# Tmel (album)
Tmel je třetí studiové album české hudební skupiny Traktor. Album bylo vydáno v červnu 2011.

## Podrobnosti
Co se týče textové stránky, na albu Tmel od předchozích dvou spíše humorně laděných počinů prošla kapela výraznou proměnou. Místo zde našly vážnější, až niterné verše. Po deseti letech existence zde složili skladbu pro fanoušky Ke strojům! Dále zkusili zajít hlouběji do politiky a vznikla píseň Za vodou, která kritizuje Parlament ČR. Ve skladbě Yoko Ono popsali jak manželka Johna Lennona Yoko Ono svým sňatkem „rozbila“ The Beatles.
16.11. 2017 udělena Zlatá deska v Bonver aréně v Ostravě.

## Přijetí
Album je považováno za milník, kterým započala úspěšná část kariéry kapely. Dílo vzbudilo značnou pozornost. Ve zpětném pohledu ve vydání časopisu Spark Traktor speciál bylo album označeno za hitový opus magnum kapely. Kromě skladeb Sybil a Láskožrouti jsou vyzdvihovány také Amygdala, Neber si rockera a Bludičky.

## Videoklipy
K písním Sybil a Láskožrouti byly natočeny videoklipy. V klipu na Láskožrouty byly použity záběry z vystoupení kapely na Benátské noci 2012.

## Seznam skladeb
| Pořadí         | Název               | Délka |
| -------------- | ------------------- | ----- |
| 1.             | Tmel                | 3:13  |
| 2.             | Neber si rockera    | 3:41  |
| 3.             | Láskožrouti         | 4:22  |
| 4.             | Sybil               | 4:37  |
| 5.             | Sudice              | 3:28  |
| 6.             | Amygdala            | 5:18  |
| 7.             | Ke strojům!         | 2:57  |
| 8.             | Bludičky            | 4:40  |
| 9.             | Woody               | 1:42  |
| 10.            | Za vodou            | 3:55  |
| 11.            | Yoko Ono            | 3:18  |
| 12.            | Krok za vývojem     | 6:13  |
| 13.            | Amygdala – bonus    | 4:51  |
| 14.            | Láskožrouti – bonus | 4:11  |
| Celková délka: | Celková délka:      | 56:33 |

## Obsazení

### Kapela
- Martin Kapek – zpěv
- Stanislav Balko – sólová kytara, doprovodný zpěv
- Karel Ferda – baskytara, doprovodný zpěv
- Petr Bartošek – klávesy, doprovodný zpěv
- Pavel Balko – bicí

### Produkce
- Pavel Balko - mix
- Wendel Dreiseitl - mix
- Milan Cimfe - mix a mastering bonusů
- Boris Carloff - mastering
- Martin Kapek, Denisa Kozáková, Jiří Necid, Martin Necid - obal